# Neuromyelitis-optica-Spektrum-Erkrankungen
Die Neuromyelitis-optica-Spektrum-Erkrankungen (abgekürzt NMOSD von englisch Neuromyelitis optica spectrum disorders) sind eine Gruppe seltener autoimmun bedingter entzündlicher Erkrankungen des zentralen Nervensystems. Sie können typischerweise den Sehnerv, das Rückenmark oder den Hirnstamm betreffen. Die klassische Kombination aus einer Entzündung des Sehnervs und des Rückenmarks wurde als Neuromyelitis optica (abgekürzt NMO, auch Devic-Syndrom) bezeichnet. Dieses Syndrom ist mittlerweile im Begriff der Neuromyelitis-optica-Spektrum-Erkrankungen aufgegangen.

## Ursache
In den meisten Fällen handelt es sich um eine durch Autoantikörper (AK) gegen das im zentralen Nervensystem v. a. in Astrozyten exprimierte Protein Aquaporin-4 (AQP4) verursachte Autoimmunerkrankung. Bei einem Teil der AQP4-IgG-negativen Patienten finden sich AK gegen das sogenannte Myelin-Oligodendrozyten-Glykoprotein (MOG-AK). An der Entstehung des Gewebeschadens sind zusätzlich zu den Antikörpern auch autoreaktive Entzündungszellen beteiligt.

## Typische Krankheitszeichen und Verlauf
- Sehstörungen bis hin zur Erblindung (Amaurosis) eines Auges oder beider Augen innerhalb von Stunden bis Tagen[10]
- Inkomplettes oder komplettes Querschnittsyndrom mit teilweise aufsteigender Symptomatik (z. B. Sensibilitätsstörungen, Schwäche/Lähmung der Extremitäten, Blasen-/Mastdarmstörungen, autonome Störungen, Schmerz, tonische Spasmen u. a.)
- Unstillbare Übelkeit, unstillbares Erbrechen (bisweilen als Bulimie fehldiagnostiziert), unstillbarer Schluckauf bei Entzündungsherden in der Area postrema des Hirnstamms
- Symptomatische Narkolepsie (selten) bei Entzündungsherden im Diencephalon
- vor allem bei Kindern auch symptomatische Hirnläsionen (z. B. Epilepsie)
- Atemlähmung durch Entzündungsherde im Hirnstamm oder hohen zervikalen Rückenmark

Die Erkrankung verläuft meist schubförmig; monophasische Verläufe wurden beschrieben, sind jedoch bei AQP4-IgG-positiven Patienten sehr selten. Die Schwere der Symptome variiert interindividuell (d. h. zwischen den Patienten) und intraindividuell (d. h. von Schub zu Schub) sehr und reicht bei Beteiligung des Rückenmarks von sehr milden Sensibilitätsstörungen bis hin zu kompletten Querschnittssyndromen und bei Beteiligung des Sehnerven von leichtem Verschwommensehen bis hin zu komplettem ein- oder beidseitigem Visusverlust.
Die im Schub vorhandenen Symptome können sich spontan oder infolge einer Schubbehandlung (siehe unten) komplett oder inkomplett zurückbilden. Bilden sich die im Schub vorhandenen Symptome nicht oder nur inkomplett zurück, kann eine Behinderung (eingeschränkte Sehkraft, eingeschränkte Mobilität u. a.) resultieren. Eine chronische Behinderungsprogression zwischen den Schubereignissen, wie sie bei Patienten mit Multipler Sklerose vorkommt, wird bei Patienten mit NMO nur äußerst selten beobachtet. Die Verhinderung des Auftretens von neuen Schüben durch eine immunsuppressive Langzeitbehandlung (siehe unten) und die zeitnahe Behandlung von Schüben ist daher für die Vermeidung und Minimierung bleibender Behinderung von entscheidender Bedeutung.

## Diagnosestellung
Eine sichere Abgrenzung von der Multiplen Sklerose ist allein anhand des klinischen Bildes, insbesondere zum Beginn der Erkrankung nicht immer möglich. Zur Sicherung der Diagnose werden u. a. die Bestimmung von AQP4-AK und MOG-AK sowie eine Magnetresonanztomographie des Schädels und des Rückenmarks, eine Liquorpunktion und die Bestimmung der evozierten Potentiale empfohlen. 2015 wurden neue internationale Konsensuskriterien veröffentlicht, welche die Kriterien von 2006 abgelöst haben. Die neuen Diagnosekriterien erlauben erstmals, die Diagnose auch bei AQP4-IgG-positiven Patienten zu stellen, bei denen (bislang) nur eines der beiden Indexsyndrome (Optikusneuritis und Myelitis) aufgetreten sind oder sich die Erkrankung atypisch manifestierte; für die AQP4-IgG-negative NMO wurden von den Autoren eigenständige Kriterien vorgeschlagen. Die durch die neuen Diagnosekriterien möglich gewordene frühere Diagnosestellung ermöglicht einen früheren Therapiebeginn. Die NMO und ihre inkompletten Formen werden von den Autoren als „‚Neuromyelitis optica-Spektrum‘-Erkrankungen“ zusammengefasst.

## Antikörpertestung
Für die Testung auf das Vorliegen von AQP4-AK und MOG-IgG werden sogenannte zellbasierte Assay („cell-based assays“, CBA) empfohlen, die humanes Voll-Längen-Protein (AQP4 bzw. MOG) als Zielantigen verwenden. Andere Testmethoden (z. B. ELISA, RIPA) haben sich als entweder zu wenig sensitiv oder unzureichend spezifisch erwiesen. Die Testung erfolgt in der Regel aus Blutserum; eine zusätzliche Untersuchung auch des Liquor cerebrospinalis ist nur in besonderen Fällen erforderlich. Es ist zu beachten, dass die Konzentration der Antikörper im Serum (sowie auch im Liquor) in Abhängigkeit von Krankheitsaktivität und Therapie erheblichen Schwankungen unterworfen ist und, insbesondere unter immunsuppressiver Therapie, vorübergehend unter die Nachweisgrenze abfallen kann; sie ist dabei im akuten Erkrankungsschub am höchsten. Aus diesem Grund und da der Nachweis von AQP4-IgG bzw. MOG-IgG von therapeutischer und prognostischer Bedeutung ist, sollte in AK-negativen Fällen eine erneute Testung zu einem späteren Zeitpunkt (auch mehrfach) erfolgen.

## Histologie
Histologisch finden sich bei der AQP4-IgG-positiven NMO in den Entzündungsherden u. a. AK- und Komplementablagerungen, Entzündungszellinfiltrate, ein Astrozytenuntergang und, als sekundäres Phänomen, d. h. als Folge des Astrozytenuntergangs, auch ein Verlust an Neuronen sowie eine Demyelinisierung (Entmarkung) der Nerven. Rückenmarksbiopsien können jedoch schwere und bleibende neurologische Defizite nach sich ziehen und sind zur Diagnosesicherung in aller Regel nicht erforderlich; es wird empfohlen, vor jeder differentialdiagnostisch in Erwägung gezogenen Biopsie (z. B. zur Abgrenzung gegenüber Tumoren des Rückenmarks) bei Patienten mit Verdacht auf NMO unbedingt Antikörper gegen AQP4-IgG sowie Antikörper gegen MOG-IgG zu bestimmen.

## Behandlung
Die Behandlung erfolgt im Schub mit hochdosiertem, in aller Regel intravenös appliziertem Methylprednisolon oder, insbesondere bei fehlendem Ansprechen darauf, was häufiger als bei der Multiplen Sklerose der Fall ist, mittels Plasmapherese (oder – wozu allerdings weniger Daten bezüglich der Wirksamkeit vorliegen – mittels Immunadsorption). Für die Langzeitbehandlung sind die Antikörper Eculizumab (seit 2019) und Satralizumab (seit 2021) zugelassen, die Zulassung beschränkt sich in beiden Fällen auf Patienten mit nachgewiesenen Aquaporin-4-Antikörpern. Im Off-Label-Use kommen Rituximab, Tocilizumab, Azathioprin und Mycophenolat-Mofetil zur Anwendung.

## Epidemiologie
Die Erkrankung ist selten (ca. 1–10 je 100.000 Einwohner in westlichen Ländern). Frauen sind deutlich häufiger betroffen als Männer (AQP4-IgG-positive NMO: ca. 9 × häufiger, MOG-IgG-positive NMO: ca. 3 × häufiger). Der Altersgipfel liegt bei ca. 39 Jahren; jedoch kann die Erkrankung prinzipiell in jedem Lebensalter erstmals auftreten.

## Nosologische Klassifikation
Die AQP4-AK-positive NMO und die MOG-AK-positive NMO gelten heute nicht mehr als Sonderformen der Multiplen Sklerose (MS), sondern als jeweils eigenständige, hinsichtlich Pathogenese, Histopathologie, Prognose und Therapie abgrenzbare Erkrankungen.

## Geschichte
Die frühesten bislang bekannten Berichte über Patienten mit möglicher NMO datieren ab dem späten 18. und beginnenden 19. Jahrhundert. So berichtete 1844 der Genueser Arzt Giovanni Battista Pescetto über einen 42 Jahre alten Mann, bei dem sich gleichzeitig eine akute beidseitige Erblindung und eine akute Entzündung des Rückenmarks entwickelt hatte; beide Symptome bildeten sich nach exzessiven Aderlässen wieder komplett zurück.
Der heutige Terminus wurde erstmals 1894 im Französischen als neuro-myélite optique aiguë verwendet. Eugène Devic verwendete ihn in einer am französischen Medizinkongress in Lyon vorgestellten Arbeit, ebenso sein Student Fernand Gault im gleichen Jahr als Titel seiner Doktorarbeit. Es lässt sich daher nicht mit Sicherheit sagen, wer von beiden den Begriff letztendlich erfunden hat, aber es finden sich starke Hinweise in Gaults Doktorarbeit, dass es Devic war. Die Erkrankung ist nach seinem Namen auch als Devic-Syndrom bekannt. Beide Autoren verwendeten aber auch andere Namen zur Beschreibung dieser Krankheit. Erste Erwähnungen in englischer Literatur finden sich erst 1903 im damaligen British Medical Journal als acute optic neuromyelitis und in der deutschen Literatur in einer Übersichtsarbeit von Erwin Stransky. Er sprach zum ersten Mal vom heute verbreiteten Begriff der Neuromyelitis optica.
Seit dieser Zeit hat sich die nosologische Klassifikation der Neuromyelitis optica mehrere Male geändert. Während Devic und Gault eine eigene Krankheit annahmen, sahen andere Autoren, z. B. Russell Brain, nicht genügend Unterschiede zwischen MS und NMO, um letztere als eigene Krankheitsentität zu werten. Auch die Diagnosekriterien wurden über die Jahre mehrfach revidiert.

## Studiengruppe
Die Neuromyelitis optica Studiengruppe (NEMOS) vernetzt klinische und wissenschaftliche Aktivitäten zur Neuromyelitis optica für Ärzte und Patienten, um wichtige Informationen zur Epidemiologie, zum klinischen Verlauf, zur Pathogenese, zur Prognose und zur Behandlung der Erkrankung zu erhalten. NEMOS veröffentlicht auch Empfehlungen zu Diagnose und Therapie der NMO.